# Bernard-Aymable Dupuy
Bernard-Aymable Dupuy, né à Toulouse le 28 juillet 1707, mort dans la même ville le 30 décembre 1789, est un compositeur de musique baroque français, maître de musique de l'église Saint-Sernin de Toulouse. 

## Œuvres
Le catalogue de ses œuvres a été mis en ligne par le Centre de musique baroque de Versailles (CMBV).

## Hommage
Une esplanade de Toulouse porte son nom depuis 2010.